# Scraptia fumata
Scraptia fumata là một loài bọ cánh cứng trong họ Scraptiidae. Loài này được Lea miêu tả khoa học năm 1920.